# You Suffer
"You Suffer" er en sang af det britiske Grindcore band Napalm Death. Sangen er med i Guinness Rekordbog for den korteste optagede sang nogensinde. Den er på præcis 1,316 sekunder og med den uforståelige tekst: "You Suffer – But Why?"
Sangen er optaget i 1986 og er med på albummet Scum udgivet i 1987.

## Eksterne Links
- Video